# Elizabeth Herriott
Elizabeth Maude Herriott (1882 – 13 de marzo de 1936) fue una naturalista, científica, y académica neozelandesa, primera mujer nombrada profesora de enseñanza permanente en Canterbury College, hoy Universidad de Canterbury.

## Educación
Herriott nació en la región de Canterbury en 1882. Sus padres eran David y Elizabeth Susannah Herriott. Asistió a la Christchurch East School y Christchurch Girls' High School, donde fue prefecta en 1899. Ganó una beca para asistir al Canterbury College, y estudió botánica y química de 1900 a 1905. En 1904, se graduó con un B.A. y un M.A. en 1905.  Las investigaciones para su maestría fueron sobre la anatomía de hojas de especies de islas subantárticas, y tales estudios vegetales fueron posteriores a una expedición de Leonard Cockayne en 1903.

## Carrera
Tras graduarse, comenzó a enseñar, inicialmente en Rangi Ruru Girls' School y más tarde en el Kaikoura District High School.
En 1916, fue nombrada en una posición de conferenciante asistente en el Departamento de Biología, en el Canterbury College. Y, en 1928, profesora, y en esa posición se jubiló en 1934.
Particularmente interesada en las adaptaciones anatómicas inusuales que las plantas hacen para sobrevivir en entornos duros. Su obra publicada incluía crustáceos de agua dulce, biografías de botánicos como Joseph y John Armstrong, y la morfología del alga Durvillaea (presentada al Instituto Filosófico de Canterbury en 1921. Su más significativa pieza de trabajos fueron su estudio del desarrollo de la flora en el área del oeste de Christchurch ocupada por Hagley Park (que ella también presentó en el Primer Congreso de Ciencia de Nueva Zelanda en 1919). En ese estudio comparó registros de la vida vegetal en el área, en 1864, con observaciones más tardías. Particularmente notó el impacto del desarrollo de tierras como el drenado de una ciénaga en 1897, para crear el Lago Victoria, con la introducción de plantas no nativas a través de ceremoniales plantaciones de dignatarios visitantes, y la erección y destrucción de edificios para la Exposición Internacional de 1906.

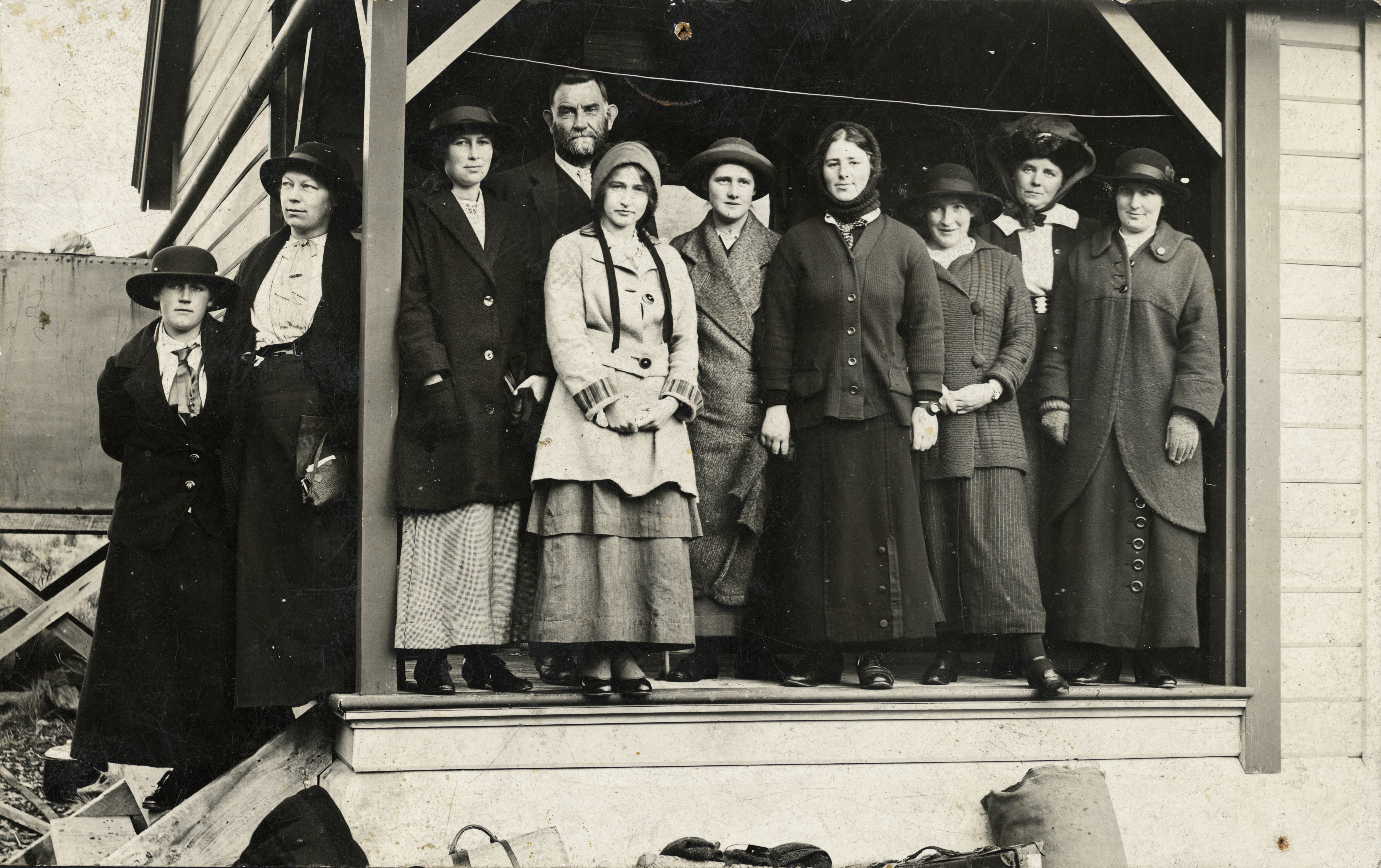
Charles Chilton y un grupo de mujeres (posiblemente incluye a Herriott) en la Cass Estación de Campo, 1920

## Honores

### Membresías
- del Instituto Filosófico de Canterbury por muchos años; en 1919 elegida a su consejo, y en los 1920s sirvió como su bibliotecaria honoraria.[1][4]

- del Worcester Street Brethren assembly; y, participó de reuniones de oración evangélicas en su oficina universitaria.[6]

## Deceso
El 13 de marzo de 1936, Herriott falleció en su casa en St Andrews Plaza en los suburbios de Christchurch, de Strowan.

## Obra

### Algunas publicaciones
- On the Leaf-structure of some Plants from the Southern Islands of New Zealand.

- Notes on the Occurrence and Habits of the Fresh-water Crustacean Lepidurus viridis Baird.

- A History of Hagley Park, Christchurch, with Special Reference to its Botany.

- Some Morphological Notes on the New Zealand Giant Kelp, Durvillea antarctica (Cham.)